# جزیره اوریت
جزیره اوریت (به انگلیسی: Auriat Island) یک جزیره غیر مسکونی در کانادا است که در ساسکاچوان واقع شده‌است. جزیره اوریت ۰ نفر جمعیت دارد.